# 哈德拉克 (密歇根州)
哈德拉克（英語：Hard Luck）是位於美國密歇根州格拉德溫縣格里姆鎮區的一個鬼鎮。

## 歷史
哈德拉克作為木材交易的重地而建立。密西根中央鐵路曾於此地設站，哈德拉克亦曾於1904年4月24日至1906年8月31日設立郵政局。

## 地理
哈德拉克所處的海拔為高於海平面233米（即764英呎），而該地所採用的時區為UTC-5，即北美东部時區（EST）。同時該地設有夏令時間，為UTC-5調快一小時，即UTC-4（EDT）。哈德拉克位於縣治格拉德溫以北14 mi（23 km）。